# Chota (provincie)
Chota is een provincie in de regio Cajamarca in Peru. De provincie heeft een oppervlakte van 3.795 km² en telt 164.714 inwoners (2015). De hoofdplaats van de provincie is het district Chota.

## Bestuurlijke indeling
De provincie Chota is verdeeld in negentien districten, UBIGEO tussen haakjes:
- (060402) Anguía
- (060403) Chadín
- (060419) Chalamarca
- (060404) Chiguirip
- (060405) Chimban
- (060406) Choropampa
- (060401) Chota, hoofdplaats van de provincie
- (060407) Cochabamba
- (060408) Conchán
- (060409) Huambos
- (060410) Lajas
- (060411) Llama
- (060412) Miracosta
- (060413) Paccha
- (060414) Pión
- (060415) Querocoto
- (060416) San Juan de Licupis
- (060417) Tacabamba
- (060418) Tocmoche

Cajabamba · Cajamarca · Celendín · Chota · Contumazá · Cutervo · Hualgayoc · Jaén · San Ignacio · San Marcos · San Miguel · San Pablo · Santa Cruz